# Sss... Baby dorme
Sss... Baby dorme (Sock-a-Bye, Baby) è un film del 1934 diretto da Dave Fleischer. È un cortometraggio d'animazione della serie Braccio di Ferro, uscito negli Stati Uniti il 19 gennaio 1934.

## Trama
Braccio di Ferro è in strada e sta cullando un neonato nella sua carrozzina, cantandogli la sua canzone e assicurandosi che dorma profondamente. Tuttavia la musica suonata da Harpo Marx lo sveglia, e dopo che Braccio di Ferro ha neutralizzato Harpo, viene a sua volta colpito da una serie di pugni da parte del neonato. Una chitarra giocattolo non fa che aumentare il suo pianto, ma il bimbo si addormenta dopo aver strappato la pipa dalla bocca del marinaio e averla fumata. Braccio di Ferro continua poi a portare in giro il bambino sulla carrozzina, proteggendone il sonno da ambienti come una scuola di musica (in cui entra per mettere a tacere i musicisti dietro ogni porta), una nave che suona la sirena (che affonda), un cantante alla radio (a cui tira un pugno a distanza) e infine un edificio in costruzione (che distrugge). Rimane però bloccato in un incrocio stradale con numerose auto che suonano il clacson, così mangia gli spinaci per sbarazzarsene. Nel frattempo il bambino ha sempre continuato a dormire, ma il suono di una spilla di sicurezza che cade quando Braccio di Ferro gli rimbocca la coperta lo sveglia e lo fa ricominciare a piangere. A Braccio di Ferro non resta che una cosa da fare: chiudergli la bocca con una cerniera.

## Distribuzione

### Edizione italiana
L'unico doppiaggio italiano conosciuto fu realizzato dalla C.R.C. per la trasmissione del corto sulle reti Rai a metà anni 1990. Non essendo stata registrata una colonna internazionale, fu sostituita la musica presente durante i dialoghi.

### Edizioni home video
Il corto fu pubblicato in DVD-Video in America del Nord il 31 luglio 2007 nel primo disco della raccolta Popeye the Sailor: Volume One, dove è visibile anche con un commento audio di Glenn Mitchell.